# HD 190647 b
HD 190647 b es un planeta 1,9 MJ  orbitando la estrella HD 190647 a 309,7 gigámetros o 10.04 μpc lejos de la estrella, teniendo 89.69 megasegundos a la órbita de la estrella a una velocidad media de 21,8 km/s. La excentricidad orbital es de 18%. Dominique Naef descubrió este planeta a principios de 2007 utilizando el espectrógrafo HARPS, situado en Chile.